# 君と僕の道
『君と僕の道』（きみとぼくのみち）は、2014年3月19日に発売された奥華子の7枚目のオリジナルアルバム。
ベストアルバム『奥華子BEST -My Letters-』から1年5ヶ月ぶり、オリジナルアルバムとしては『good-bye』から2年1ヶ月ぶりの新作。同年2月8日にTOKYO FM HALLで開催されたプレミアムライブで制作が発表された。
先行シングル「冬花火」を含む全13曲を収録。奥は本作について「今の奥華子ができる最高の1枚ができました」と話している。
初回盤と通常盤の2種が販売され、初回盤には「冬花火」のビデオクリップやアルバム制作のドキュメント映像、上記プレミアムライブからのライブ映像などが収録されたDVDが付属する。また初回封入特典として共通イベントの参加券が付属するほか、スペシャル特典CD『華子と寄り道』がプレゼントされる予約・早期購入特典もある。

## 収録曲
全曲、作詞/作曲：奥華子
1. 記憶 (4:31)
編曲：奥華子 弦編曲：伊藤彩
2. ピリオド (5:11)
編曲：佐藤準
3. blue green (4:50)
編曲：奥華子
4. 冬花火 (4:47)
編曲：su-kei/津村友華
13thシングル。
5. 幻の日々 (4:17)
編曲：奥華子 弦編曲：伊藤彩
6. 曖昧な唇 (3:11)
編曲：奥華子
7. 10年 (5:46)
編曲：su-kei/ThY_tone
8. あなたと電話 (4:54)
編曲：ha-j
13thシングルのカップリング曲。
9. Wedding Dress (4:34)
編曲：上杉洋史
10. しわくちゃ (3:54)
編曲：su-kei/ThY_tone
11. HIKARI (5:00)
編曲：奥華子
竹達彩奈に提供した楽曲（アルバム『apple symphony』収録）のセルフカバー。
12. 未来地図 (5:18)
編曲：su-kei/いちにぃ
13. 道 (4:23)
編曲：佐藤準

### DVD（初回盤のみ）
1. 冬花火 (Music Video)
2. 冬花火 (Music Video Making)
3. 君と僕の道 制作ドキュメント
4. あなたと電話 (Premium Live at TFM Hall 2014.02.08)
5. ピリオド (Premium Live at TFM Hall 2014.02.08)
6. 10年 (Premium Live at TFM Hall 2014.02.08)

## 演奏
- 奥華子
  - Vocal
  - Piano (#1.3.5.6.11.13)
  - All Other Instruments (#3.6.11)
- 伊藤彩
  - Violin (#1)
  - 1st Violin (#5)
  - Strings Arrangement (#1.5)
- 佐藤準：Piano (#2)
- 松永俊弥：Drums (#2)
- 設楽博臣：Guitar (#2)
- 安達貴史：Bass (#2)
- 伊藤彩ストリングス：Strings (#2)
- 山崎哲雄：Synthesizer Operator (#2.13)
- sugarbeans：Drums (#3.11)
- 森本隆寛：Guitar, Bass (#4.7.10.12)
- su-kei：All Other Instruments (#4.7.10.12)
- 津村友華
  - Piano (#7.10)
  - All Other Instruments (#4)
- 吉田翔平：2nd Violin (#5)
- 菊池幹代：Viola (#5)
- 結城貴弘：Cello (#5)
- ThY_tone：All Other Instruments (#7.10)
- ha-j：All Instruments (#8)
- AKANE：Chorus (#8.9)
- 竹内浩明：Chorus (#9)
- 上杉洋史：All Instruments (#9)
- Ichini：All Other Instruments (#12)
- 今村舞：Drums (#12)
- 幡宮航太：Piano (#12)